# Ramessidenzeit
Die Ramessidenzeit bezeichnet den Zeitraum von ca. 1292 v. Chr. bis ca. 1070 v. Chr., in dem elf Pharaonen der 19. und 20. Dynastie unter dem Eigennamen Ramses regierten. Diese Epoche markierte den Höhepunkt und das Ende des Neuen Reiches.

## Bedeutende Herrscher
Die Ramessidenzeit begann mit der Thronbesteigung von Ramses I., dem Gründer der 19. Dynastie, nach dem Ende der Amarna-Zeit. Diese Ära war geprägt von Bemühungen, die traditionelle ägyptische Religion und Kultur nach den Reformen von Echnaton wiederherzustellen.
Sethos I., der Sohn von Ramses I., festigte die Macht der neuen Dynastie durch erfolgreiche Feldzüge in Kanaan und Syrien und erweiterte den Tempel von Karnak.Ramses II., auch bekannt als Ramses der Große, war der bekannteste Herrscher dieser Zeit. Seine 66-jährige Regierungszeit war geprägt von umfangreichen Bauprojekten, darunter die Tempel von Abu Simbel, sowie der Schlacht von Kadesch gegen die Hethiter.
Die späteren Ramessiden sahen einen allmählichen Niedergang der ägyptischen Macht, insbesondere unter Ramses III., der sich gegen die Invasion der Seevölker verteidigen musste.

## Kulturelle Entwicklungen
Die Ramessidenzeit war eine Periode großer kultureller Blüte. In der Architektur entstanden monumentale Tempelanlagen und bestehende Komplexe wurden erweitert. Die Kunst entwickelte einen charakteristischen Stil mit Monumentalität und Detailreichtum. In der Literatur entstanden bedeutende Werke wie das Gedicht des Pentaur, das die Schlacht von Kadesch thematisiert.

## Außenpolitik und Militär
Die frühe Ramessidenzeit war geprägt von militärischen Kampagnen zur Wiederherstellung und Erweiterung des ägyptischen Einflussbereichs in Vorderasien. Der Höhepunkt dieser militärischen Aktivitäten war die Schlacht von Kadesch unter Ramses II., die zum ersten bekannten Friedensvertrag mit den Hethitern führte.

## Wirtschaft und Gesellschaft
Die Ramessidenzeit war eine Periode relativen Wohlstands, gekennzeichnet durch intensive landwirtschaftliche Nutzung des Niltals und blühenden Handel mit benachbarten Regionen. Die Gesellschaft war zunehmend stratifiziert, wobei eine mächtige Priesterschaft und Beamtenschaft eine zentrale Rolle spielten.

## Niedergang und Ende
Gegen Ende der 20. Dynastie kam es zu einem allmählichen Niedergang der zentralen Autorität, verursacht durch wirtschaftliche Probleme und Inflation sowie durch die zunehmende Macht der Amun-Priesterschaft. Der Verlust der Kontrolle über ausländische Territorien sowie innere Unruhen trugen ebenfalls zu diesem Niedergang bei. Die Ramessidenzeit endete um 1070 v. Chr., was den Beginn der Dritten Zwischenzeit markierte.